# Famille Faventines

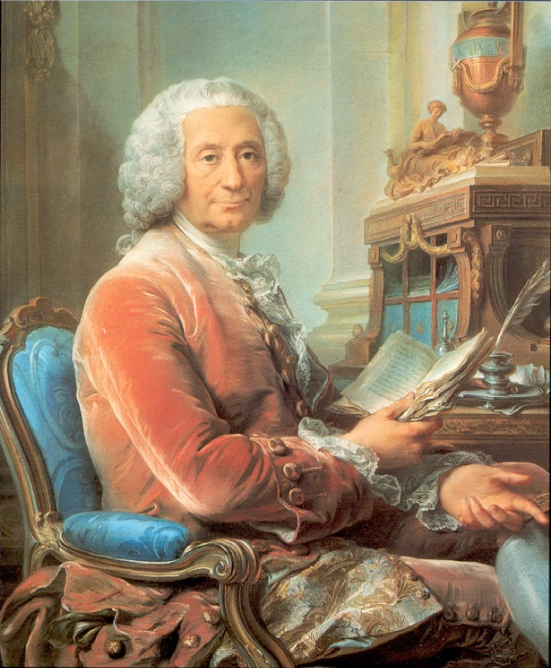
Pierre Faventines de Fontenilles (1695-1776).

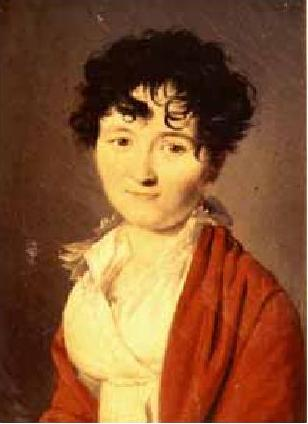
Marie Clémence Faventines, vicomtesse d'Alzon (1788-1860).

La famille Faventines est originaire des Cévennes. Tout d'abord marchands, les Faventines, gagnés à la Réforme, acquièrent de petites charges de judicature au Vigan avant de se tourner vers la finance. Ils deviennent alors collecteur d'impôt, fermier général, contrôleur de actes, caissier général des fermes, payeur des gages ou trésorier.

## Repères chronologiques
- Dans la première moitié du XVIIIe siècle, Pierre Faventines est anobli par l'achat d'un office de trésorier-payeur des gages de la chancellerie près le Parlement de Dijon.
- De 1751 à 1759, le même Pierre Faventines fait bâtir au Vigan l'hôtel de Faventines (aujourd'hui château d'Assas) pour loger sa nombreuse famille. Il devient fermier général en 1756 jusqu'à sa mort en 1776. Il habite à Paris rue de Richelieu près de la fontaine.
- En 1764, Pierre Jacques Faventines, seigneur de Salze, acquiert le château de Grailhe, à Campestre-et-Luc.
- En 1766, les Faventines se portent acquéreurs de la vicomté d'Alzon.
- Le 14 mars 1775, Jean Pierre Damas comte d'Anlezy et de Thianges, marquis de Roquefeuil et autres lieux, vendit la terre de Roquefeuil (Saint-Jean-du-Bruel, Aveyron) à M. (Jean Maurice) de Faventines, par acte passé devant Dehérain, notaire à Paris, (pour le prix de 273.000 livres).
- En 1779, Jean Louis Maurice Faventines achète la terre de Mont-Saint-Père qu'il conservera jusqu'en 1784.
- En 1782, le même Jean Louis Maurice Faventines, marquis de Roquefeuil, s'oppose en vain aux lettres patentes proclamant la suppression du chapitre de Notre-Dame du Bonheur, à Valleraugue.
- En 1790, le prince de Conti vend le château de Lavagnac à Jean Louis Maurice de Faventines. L'année suivante, il vend la seigneurie de Saint-Pons-de-Mauchiens à Louis de Faventines.
- À la Révolution, la famille Faventines perd son hôtel particulier du Vigan. En 1796, leur château à Saint-Pons-de-Mauchiens est saccagé.
- En 1810, Marie Jeanne Clémence de Faventines-Montredon est la mère d’Emmanuel d'Alzon, fondateur de la congrégation des Augustins de l’Assomption.
- Entre 1850 et 1922, la famille d'Assas hérite de la demeure du Vigan, rebaptisée pour l'occasion château d'Assas.

## Armoiries
- Faventines : D'azur, à trois chevrons d'argent.
- Faventines de Fontenilles : D'azur, au chevron d'or, acc. de trois fauvettes d'argent; timbre: couronne de comte; supports: deux licornes.

## Généalogie
```
Pierre
 ( - 
1629
)
X (1) Marie Moynier
X (2) Élisabeth Frézol
│
├1> (1) 
Jacques

│   X (
1645
) Madeleine Valette
│   │
│   └─> 
Jacques
 (
1654
 - 
1738
)
│       X (
1685
) Marguerite Roussy
│       │
│       ├1> 
Pierre
 (
1695
 - 
1776
) 
Faventines de Fontenilles
, marquis de Roquefeuil, vicomte d'
Alzon
, seigneur de 
La Canourgue
, Boulièche, Espéries
│       │    X (
1721
) Élisabeth Astruc
│       │    │
│       │    ├1> 
Pierre Jacques
 (
1723
 - 
1768
), seigneur de Salze
│       │    │   X (
1749
) 
Anne
 
(voir ci-dessous)
 
│       │    │   │
│       │    │   └─> 
Jacques

│       │    │      
│       │    ├2> 
Jean Louis Maurice
 (
1726
 - 
1793
), marquis de Roquefeuil, vicomte d'
Alzon
, seigneur de 
Mont-Saint-Père

│       │    │   X (
1762
) Marie Baudard de Saint-James
│       │    │      
│       │    ├3> 
Marie Anne
 (
1727
 - v. 
1784
)
│       │    │   X (
1749
) François Valette
│       │    │  
│       │    ├3> 
Agathe
 (
1729
 - )
│       │    │   X (
1752
) Jean louis Fabre de Montvaillant, 
dont postérité

│       │    │      
│       │    ├4> 
Louis François
 (v. 
1735
 - 
1790
), seigneur de Montredon
│       │    │   X Jeanne Françoise Liron d'Ayrolles
│       │    │   │
│       │    │   ├1> 
Anne Françoise
 (
1783
 - 
1821
)
│       │    │   │   X (v. 
1806
) 
Jean-François, vicomte d'Assas
, dont postérité  
│       │    │   │    
│       │    │   ├2> 
Marie Jeanne Clémence
 (
1788
 - 
1860
)
│       │    │   │   X (
1806
) André Henri Daudé, vicomte d'
Alzon
, 
dont postérité

│       │    │   │    
│       │    │   └3> 
Jean Maurice
 (v. 
1790
 - v. 
1860
)  
│       │    │      
│       │    ├5> 
Marie Madeleine
 ( - 
1737
)
│       │    │        
│       │    ├6> 
Clément
 (
1739
 - 
1803
), seigneur de La Condamine
│       │    │   X Louise Marie Joséphine Daudé d'
Alzon

│       │    │        
│       │    └7> 
Jeanne Élisabeth
 (
1740
 - 
1777
), seigneur de La Condamine
│       │        X (
1759
) Amable Gabriel Louis de Maurès, comte de Malartic et de 
Montricoux
, 
dont postérité

│       │
│       ├2> 
François

│       │
│       ├3> 
Jean
 (
1693
 - 
1771
)
│       │
│       ├4> 
Jacques
 (
1693
 - 
1771
)
│       │   X (
1724
) Jeanne Saubert
│       │   │
│       │   └─> 
Anne

│       │       X 
Pierre Jacques Faventines
 
(voir ci-dessus)
 
│       │
│       ├5> 
Paul Annibal
 (
1715
 - 
1764
)
│       │   X Antoinette Philippon
│       │   │
│       │   └─> 
Élisabeth

│       │       X (1) (
1765
) Philippe François de Vivens
│       │       X (2) (
1768
) 
Jacques François d'Assas Montdardier

│       │
│       ├6> 
Étienne Philippe
 (
1712
 - 
1798
), seigneur de Bellegarde
│       │
│       └7> 
Clément
 ( - 
1754
)
│ 
├2> (1) 
François

│ 
├3> (1) 
Catherine

│ 
├4> (1) 
Madeleine

│ 
└5> (2) 
Élisabeth
```

## Portraits
Jean Valade a peint la famille Faventines. Citons :
- M. et Mme Faventines de Fontenille faisant de la musique
- Pierre et Élisabeth Faventines

## Archives & Bibliographie
- Archives Départementales du Gard. Chartrier d'Alzon.
- Archives et Bibliothèque de l'Académie des Hauts Cantons.

- Blaquière, Constant (Abbé), Histoire de Saint-Paul de Mauchiens.
- Cormier, Claude-Marie, Autour des Faventines, finance et cadre d’une vie de société, mémoire de Maîtrise.
- Fauvel, Jean-Jacques, Cévennes-Languedoc, Librairie Hachette, 1970.
- Touveneraud, Pierre, Emmanuel d'Alzon 1810-1880, Documentaire Archivistique.
- Lainé, Louis, Archives généalogiques et historiques de la noblesse de France, 1836 (numérisé par google), p. 94.